# Récif Hopps
Le récif Hopps (en anglais Hopps Reef, en vietnamien Đá Lục Giang, en tagalog Diego Silang, en mandarin Lùshā jiāo (en sinogramme traditionnel 禄沙礁), est un atoll des îles Spratleys en mer de Chine méridionale situé dans la partie nord-est de Dangerous Ground. 

## Géographie
Le récif Hopps est située à moins de 150 milles marins au nord-ouest de l'île de Palawan et à un peu plus de 200 milles marins au nord-ouest de l'île de Bornéo. Les caractéristiques géographiques peu profondes les plus proches sont le récif Livock (en anglais Livock Reef, en vietnamien Đá Long Hải, en tagalog Bonifacio / Jacinto, en mandarin Sānjiǎo jiāo (en sinogramme traditionnel 三角礁)), à un peu plus de 3 milles marins au sud-ouest, et le récif Mischief, à un peu plus de 20 milles marins au sud-est,.
Les récifs Livock et Hopps constituent le groupe des récifs Southampton.

## Caractéristiques
L'atoll de forme légèrement triangulaire s'étend sur environ 2,5 km le long de son axe nord-est à sud-ouest et atteint 1,4 km le long de son axe nord-ouest à sud-est. La couverture aérienne de cet atoll est de 2,11 km2 comprenant un platier récifal de 1,82 km2 et une pente récifale visible relativement petite 0,30 km2.
Le récif Hopps n'a ni lagon ni gros rochers contrairement au récif Livock. Le récif est immergé à marée haute. La partie la moins profonde est une bande de 200 à 300 m de large le long du bord côté mer du platier récifal, d'une profondeur de 1 à 1,5 mètres et même de moins de 1 mètres de profondeur à certains endroits. Cependant, la partie médiane du platier récifal a une profondeur de 3 à 4 mètres et caractérisé par des blocs coralliens de différentes tailles séparés par des zones sableuses.

## Revendications de souveraineté
Les récifs Livock et Hopps sont revendiqués par les Philippines, la république populaire de Chine, le Viêt Nam et Taïwan.
Les récifs ne sont pas occupés en 2023. On ignore quel pays contrôle ces récifs,.